# Super-Sonic Jazz

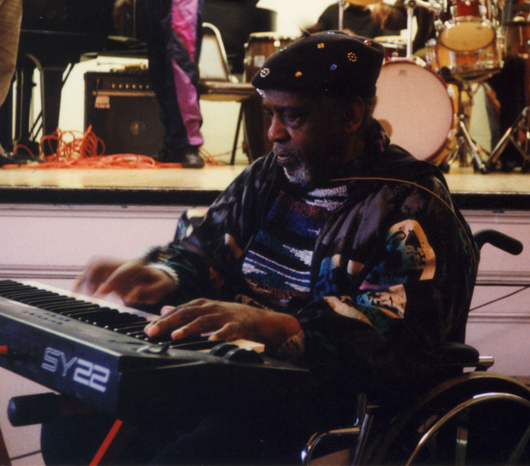
Sun Ra im Februar 1992

Super-Sonic Jazz ist ein Jazz-Album von Sun Ra, das 1956 in zwei Studios in Chicago aufgenommen wurde und erstmals im März 1957 auf dem musikereigenen Label El Saturn Records erschien.

## Das Album
Super-Sonic Jazz wurde von El Saturn Records, dem unabhängigen Label von Sun Ra und Alton Abraham als erstes Album veröffentlicht. Es war eine von drei LPs, die von Sun Ra in den 1950er Jahren auf dem Markt waren. Die beiden anderen Alben waren Jazz by Sun Ra, das ebenfalls Anfang 1957 bei Transition Records erschien, und Jazz in Silhouette, das im Mai 1959 bei El Saturn veröffentlicht wurde.
Als das Album 1974 von Impulse! Records neu herausgegeben wurde, benannte man es in Super-Sonic Sounds um; für die CD-Ausgabe bei Evidence Records 1992 wurde wieder der Originaltitel verwendet.
Für El Saturn hatte Sun Ra gegen Mitte 1956 Material aufgenommen, das im März 1957 erschien. El Saturn veröffentlichte zu dieser Zeit Schallplatten in der Auflage von lediglich 75 Exemplaren – manchmal nur 20 Stück für Konzerte – für die die LPs von lokalen Manufakturen hergestellt und oft in Abrahams eigenem Haus zusammengestellt wurden.
Von Super-Sonic Jazz wurden als erste Auflage 500 Exemplare gepresst.
Am 13. April nahm Sun Ra mit seinem Arkestra den Titel Springtime in Chicago auf; in fast gleicher Besetzung folgte Mitte Juni die zweite Session in den RCA Studios in Chicago, wo weiteres Material für das Album eingespielt wurde. Die letzten Aufnahmen fanden im September oder Oktober 1956 wieder in den Balkan Studios statt. Die Titel Super Blonde und Soft Talk wurden von El Saturn auch als Single ausgekoppelt. Super Blonde wurde auch im Soundtrack des Kurzfilms The Cry of Jazz (1958) verwendet, in dem die Band zu sehen ist.

## Rezension des Albums
Die Autoren Richard Cook und Brian Morton, die dem Album in ihrem Penguin Guide to Jazz die zweithöchste Bewertung verliehen, hoben hervor, dass die Originalkompositionen von Super-Sonic Jazz konventionelle Harmonien und Orchestrierungen mit einer individuellen „Stimme“ verbinden. Besonders hervor heben die Autoren Julian Priesters kurzes Stück Soft Talk, den Einsatz von  Wilburn Greens E-Bass in Super Blonde und die Schlussnummer Medicine for a Nightmare.
Der Kritiker Ron Wynn vergab dem Album im Allmusic lediglich drei Sterne. Für die Einschränkung machte er seiner Auffassung nach eher durchschnittliche Arrangements und unambitioniertes Ensemblespiel verantwortlich; für wesentlich hält er aber die eingespielten Kompositionen India, Sunology und Blues at Midnight. „Ras Band hat bereits wesentliche Swing-Qualität und erstklassige Solisten, und Ra hat sie graduell mit Kompositionen herausgehoben, die nicht auf konventionellen Hardbop-Riffs, Akkordwechseln und Strukturen aufbauen, sondern er formuliert vielmehr den Anspruch auf eine persönliche Auffassung von Sound und Rhythmus, die weit entfernt von Standard-Denken ist“.
Im Jazz Journal International wurde das Album zusammen mit anderen frühen Alben besprochen; vom Gefühl her sei es avancierter. Super-Sonic Jazz zeige Ras Bereitschaft, die Konventionen des Jazz zu verneinen, indem er E-Piano und E-Bass einsetzte, war für den orthodoxen Jazzgeschmack Ketzerei war, hebt der Rolling Stone Jazz and Blues Album Guide hervor.
Die Vision von Sun Ra für Jazz wird in seiner handgezeichneten Cover Art deutlich: Tasteninstrument, Schlagzeug, Kontrabass und Bläser erklingen vor der schwarzen Leere des Raums, schrieb Andy Beta in Vulture. Sun Ras Karriere habe begonnen, als er nach dem Ende des Zweiten Weltkriegs eine Rolle als Pianist und Arrangeur für Fletcher Hendersons Big Band übernahm. Während die Ära der Big Bands zu Ende ging, habe Ra die Kraft und Magie eines so großen Ensembles verstanden. Wie er sich in Szweds Biografie erinnert: „Im tiefen Süden … hatten [die Schwarzen] nur Big Bands. Einigkeit hat gezeigt, dass sich die Schwarzen zusammenschließen können … deshalb war es für uns wichtig, Big Bands zu hören.“ Während Big-Band-Arrangements bei seinem Debüt an der Tagesordnung seien, gebe es auch Momente, die Ras Vision für die Zukunft andeuten. Viel exotische Perkussion knalle um die Arrangements von „India“, und „Advice to Medics“ sei ein Solo-Auftritt Ras auf einem elektrischen Keyboard, das wie ein ferner Stern funkle.

## Titelliste
- Le Sun-Ra and his Arkistra / Le Sun Ra and his Arkestra: Super-Sonic Jazz (Saturn Z1111, Saturn H7OP0216, Saturn SR-LP 0216, Impulse AS-9271, Evidence 22015 [CD])

Side A:
1. India (4:52)
2. Sunology (5:43)
3. Advice to Medics (2:05)
4. Super Blonde (2:39)
5. Soft Talk (2:45)
6. Sunology, Part II (7:08)

Side B:
1. Kingdom of Not (5:35)
2. Portrait of the Living Sky (1:52)
3. Blues at Midnight (6:34)
4. El Is a Sound of Joy (4:00)
5. Springtime in Chicago (3:54)
6. Medicine for a Nightmare (2:25)

Alle Kompositionen stammen von Sun Ra, außer Soft Talk, das Julian Priester schrieb.

## Musiker
- In Springtime in Chicago, aufgenommen am 13. April 1956 in den Balkan Studios, Chicago.[1]
  - Sun Ra – Piano, E-Piano
  - Art Hoyle – Trompete, Percussion
  - Julian Priester – Posaune
  - James Scales – Altsaxophon, Perkussion
  - John Gilmore – Perkussion
  - Pat Patrick – Baritonsaxophon, Perkussion
  - Wilburn Green – E-Bass
  - Robert Barry – Schlagzeug

- In Super Blonde, Soft Talk, Medicine for a Nightmare und Advice to Medics, aufgenommen in den RCA Studios, möglicherweise am 16. Juni 1956:[1]
  - Sun Ra – Piano, E-Piano, 'Space Gong'
  - Art Hoyle – Trompete
  - Julian Priester – Posaune
  - John Gilmore – Tenorsaxophon
  - Pat Patrick – Baritonsaxophon
  - Wilburn Green – E-Bass
  - Robert Barry – Schlagzeug
  - Jim Herndon – Tympani, Perkussion

- In Kingdom of Not, Portrait of The Living Sky, Blues at Midnight, El Is A Sound of Joy, India und Sunology (beide Teile), wahrscheinlich in den Balkan Studios, Chicago im September oder Oktober 1956 aufgenommen[1]
  - Sun Ra – Piano, E-Piano, 'Space Gong'
  - Art Hoyle – Trompete, Perkussion
  - Pat Patrick – Altsaxophon, Perkussion
  - John Gilmore – Tenorsaxophon, Perkussion
  - Charles Davis – Baritonsaxophon, Perkussion
  - Victor Sproles – Bass
  - William Cochran – Schlagzeug
  - Jim Herndon – Tympani, Perkussion